# 濱田護國神社
濱田護國神社（はまだごこくじんじゃ）は、島根県浜田市の浜田城（亀山城）址にある神社（護国神社）である。
明治維新後の国難に殉じた旧石見国出身の戦没者約2万3千柱を祀る。島根県内には他に松江護國神社がある。

## 歴史
浜田では、明治39年（1906年）より年2回の浜田招魂祭が行われていた。昭和10年（1935年）に島根県招魂社建設奉賛会が組織され、昭和13年（1938年）に濱田招魂社として創建・鎮座した。翌昭和14年（1939年）、招魂社の制度改革により濱田護國神社となった。第二次大戦後は鎮座地名から亀山神社と称していたが、日本の主権回復後に元の社名に復した。

## 施設
境内にはラッパ卒木口小平の像、島村抱月の碑などがある。